# توماس إس. باور
توماس إس. باور (بالإنجليزية: Thomas S. Power)‏ هو ضابط أمريكي، ولد في 18 يونيو 1905 في ذا برونكس في الولايات المتحدة، وتوفي في 6 ديسمبر 1970 في بالم سبرينغس في الولايات المتحدة بسبب نوبة قلبية.

## روابط خارجية
- توماس إس. باور على موقع مونزينجر (الألمانية)